# テレマークスキー

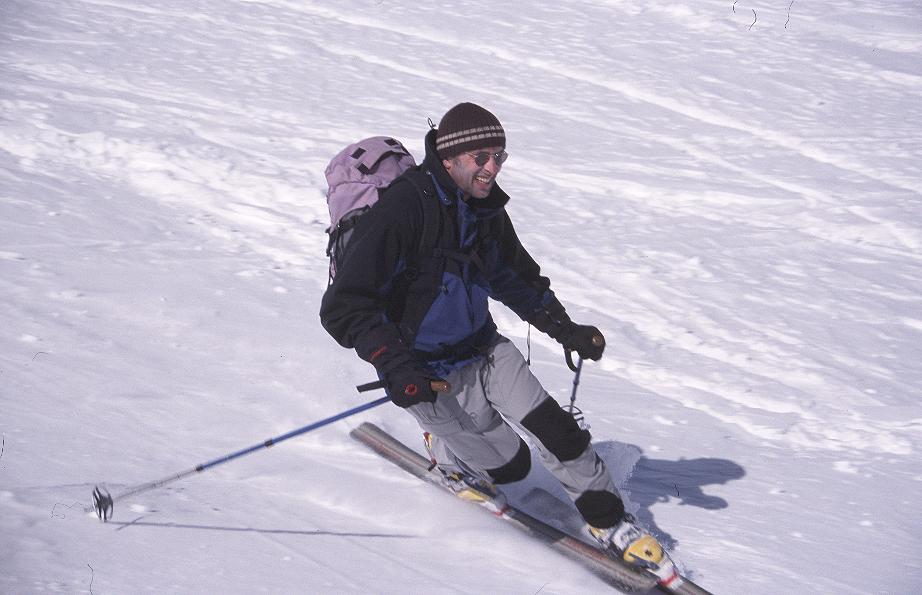
テレマークスキー

テレマークスキー（Telemark skiing）は、19世紀後半にノルウェー南部のテレマルク地方（Telemark）を中心に発展した現代スキーの原型とも言えるスタイルである。
現在あるアルペンスキー、クロスカントリースキー、スキージャンプは、このテレマークスキーからそれぞれ滑り、歩き、ジャンプに特化したものと考えてよい。逆に言えば、1つの用具でその全てをこなせるのがテレマークスキーである。
後にスイスの急峻な山岳で進化したアルペンスキーはレジャーや競技としての地位を築き、クロスカントリースキーとジャンプスキーも競技として一般化した。ところがテレマークスキーはそれらの陰に隠れ、一時期は忘れ去られる存在となってしまう。再び世に出るのは1970年代になってからで、クロスカントリースキーの流行とともにアメリカに於いてクロスカントリー用の板で斜面を滑降する技術として復活し、現在に至っている。
現在では、冬季オリンピック競技のクロスカントリーやノルディックコンバインド（複合）で有名なノルディックスキーの1種もしくは別名として使われることが多い。リレハンメルオリンピックの開会式で、その存在を改めて世界中に知らしめた。テレマークスキーヤーはテレマーカーとも呼ばれ、徐々にではあるがその数を増やしつつある。
テレマークスキーには2つの意味があり、上に述べたスキースタイルとスキー用具両方であるが、スタイルは用具と密接に関わっているため、テレマークスキー用具の特徴とそれによって決まってくるスキースタイルについて説明する。

## テレマークスキーのスタイル
アルペンスキーがスキー板にブーツを完全に固定するのに対して、テレマークスキーはスキー板にブーツのつま先（コバ）だけを固定し、踵を浮かす事ができるのが最大の特徴である。
すなわち、ブーツの固定力で身体の動きを制限することによって滑降時の安定性のみを追求しているアルペンスキーと異なり、身体の自由度を犠牲にせず歩きや登りなどいろいろな状況にも対応するのがテレマークスキーである。もちろん自由度の代償として滑降には安定さを欠き、筋力と高度な技術が要求される。
テレマークスキーの特徴の最たるものはそのターン技術で、アルペンスキーのそれとはまったく異なっており、外見上も一目で見分けが付く。ターンに際し安定を得るため足を前後に開き、ターン外側の足を前に出して足裏全体で加重。内側の足は後ろに引き、踵を上げて母趾球（親指の付け根）で加重するという独特な形をとる。この滑り方、技術（テレマークターン）が狭義のテレマークスキーである。
テレマークスキーは、主に山岳スキーで採用されやすいスタイルである。アルペンスキーにも踵を解放して歩けるようにしている用具があるが、テレマークスキーは用具がシンプルかつ軽量で、ブーツの柔らかさも相まって歩きやすいため、難度の高い急斜面を含むコース以外では好まれている。
1990年代までは皮革製ブーツの全盛期であり、ブーツの柔らかさからあまりハードな滑りはできず、ゆったりとした優雅な滑りがテレマークスキーの醍醐味とされてきた。しかし最近ではプラスチックブーツやカービングスキーに代表される用具の進化や、今までの滑りに飽き足らなくなった大勢の熟練アルペンスキーヤーやスノーボーダーの流入もあって、滑りはよりアグレッシブなものになり、高速化も著しい。山だけではなくゲレンデでも姿をよく見かけるようになり、中にはモーグルバーンの滑降や、エアー、レールを楽しむテレマーカーも出現している。

## テレマークスキー用具
ブーツ
まず、踵を浮かせるため、テレマークブーツには一般の靴と同様に母趾球付近で屈曲することが求められる。プラスチックブーツでその問題をクリアすることは困難で、結果として登山靴に近く歩きやすい皮革製のブーツが長年にわたって用いられていた。しかし1993年、それまで皮革製テレマークブーツを生産していたイタリアのスカルパ (SCARPA) 社が、独自の屈曲構造を採用した世界初のプラスチック製テレマークブーツ、ターミネーターを発売。同じく老舗のガルモント (GARMONT。現在はスコット) やクリスピー (CRISPI) も追随し、改良を重ねて完成度が高まってからはプラスチックブーツが主流となった。滑り主体の深く剛性が高いモデルから、歩き主体の浅く柔らかいモデルまで多数のバリエーションが出揃い、革靴は少数派となりつつある。
テレマークブーツの一目で分かる特徴として、ビンディング取り付けのためにコバが長く前方に突き出ている点と、プラスチックブーツの場合は屈曲可能にするために甲の部分を蛇腹状にしている点が挙げられる。
板
板も以前はアルペンスキーと明らかに異なり、細長く軽量な板が主流であった。しかし、近年のプラスチックブーツの普及により滑りが高速化して板にも高い剛性やターン性能が求められるようになったうえ、テレマークレースのスキー幅規定撤廃（後述）もあって短く幅広のカービング板が主流になりつつある。よって、板だけを見ればアルペンスキーとの差はなくなってきており、新雪滑降用のファットスキーなどを中心にアルペン・テレマーク兼用の板も多く発売されている。また、サロモンなどアルペン専業だったメーカーのテレマーク参入も続いている。
ビンディング
そのような板とブーツとの間を取り持つビンディングは、アルミやステンレスの板を曲げただけのような軽量で非常に簡単な構造である。ビンディングから出ている3本のピンを靴底にある3か所の穴に合わせ、コバの部分を上からクリップのように挟んで固定するだけの3ピン式と、コバをビンディング本体に差し込み、靴の周りを1周するケーブルで固定するケーブル式に分けられ、高剛性化しながらもスキー発祥時のスタイルを保ち続けている。最近では固定するケーブルを靴底側に配置したり、アルペンスキーのようにステップインで装着できるモデルも登場している。また、転倒時の負傷防止のためにセフティ（解放機構）を装備したモデルもあるが、モデルによっては重量増になるうえ、そもそもつま先しか固定しないテレマークスキーでは転倒時でも大きな怪我につながることは少ないので、さほど普及はしていない。セフティに限らず、便利でも構造の複雑なビンディングはそれだけ故障のリスクも高く、トラブルが遭難につながりかねない山岳スキーでは敬遠される傾向が強い。
クライミングスキン
登行時には、クライミングスキン（一般にシールと呼ばれる）という毛羽だったテープ状のものをスキー板の底面に貼り付け、後方に滑らないようにする。シールはその名の通りアザラシ(seal)の毛皮でできており、前方へは極めて滑らかに滑走できるが、後方へは強い抵抗を発生する。ただし現在では非常に入手困難になり、代用品として登場したモヘヤ（アンゴラ山羊の毛）や、ナイロンなどの合成樹脂による製品が主流になっている。また、起伏の少ないルート用として、底面にうろこ状のギザギザ模様（ステップソール）が刻まれ、シールを装着しなくとも後方に滑らないように加工したスキーもある。
ストック
ストックも山岳用になると独特の機能を持っている。雪面や状況に応じて長さが変えられ、いざという時には左右を繋げてゾンデ棒やテントのポールとしても使用できたり、滑落対策としてグリップ部にピッケルを装着できたりするモデルもある。また、ほとんどは深雪でも埋まらないように大きいリングを装着している。もっとも、ゲレンデでは安価で軽量なアルペンスキー用を使っているケースも多い。
このように用具はアルペンスキーとかなり異なるため、一般的なスキー用品店やスポーツ用品量販店でテレマークスキー用品を扱っている店舗は非常に少なく、登山用品店や山岳・テレマークスキー専門店でしか購入できない場合が多い。
一方、同じ踵が浮くノルディックスキーでも、クロスカントリースキーはより軽快に歩きやすくするために板は細く軽いものに進化し、スキージャンプは滑走時の加速と飛行時の揚力確保のために板は非常に長く幅広いものに進化してきたので、双方ともテレマークスキーとは大きく異なるものとなっている。また、双方ともターンの必要はないので板にエッジはなく、サイドカーブもつけられていない。

## 最近の傾向
現在のブーツとビンディングは75mmノルディックノルム（ブーツのコバ先端幅が75mm）という規格に則っているが、次世代規格であるNTN (New Telemark Norm) が発表され、対応ブーツ、ビンディングが2008年に発売された。ただ、テレマークスキー用具はアルペンスキーなどに比べるとまだまだ熟成不足の感は否めず、新機構を搭載したもののすぐさま問題点が発覚してリコールがかかったり、不評で短期間のうちに生産中止に追い込まれたりといったことを繰り返しているのが現状である。NTNシステムも早速、強度不足によるクラックが発生するとして、一部のブーツにリコールがかかる事態となった。よって、新製品はしばらく様子を見るべきだという慎重論も多く、高価かつ重い重量も手伝って本格的な普及には至っていない。
また、以前はアルペンスキーに対してビンディングを中心とした用具の軽量さが売りであったが、アルペンスキーでもテレマークビンディングに匹敵する重量のテック（TLT）ビンディングが登場し、軽さというアドバンテージは失われつつある。さらに、テックビンディングのトウピースを利用したテレマークビンディング（TTSビンディング）も登場している。
そして、NTN、TTSの登場をはじめ前述のように現在のテレマークスキー用具は非常に進化を遂げたが、最近では革靴時代からのベテランテレマーカーを中心に原点回帰の動きがあるのも事実である。
そもそもテレマークターンという技術は不安定なテレマークスキーで安定を得るためのものであり、わざわざテレマーク姿勢をとらなくとも容易にアルペン式のターンができてしまうほど安定性に優れた最新のテレマーク用具では意味が薄れてきている。また、革靴の時代とは比較にならない位に用具は複雑かつ重くなり、テレマークスキーの売りであった軽快さも失われつつある。そこで、革靴（もしくは浅いプラスチックブーツ）＋3ピン式ビンディング＋細板といった組み合わせを好んで使うテレマーカーが僅かながら増えており、雑誌などでも特集が組まれている。

## 競技
日本では、日本テレマークスキー協会公認の競技が行われている。日本テレマークスキー協会公認競技の種類としては、大回転、クラシック、スプリントクラシック（短距離版クラシック）がある。
特にクラシックレースはテレマークを含めたスキーのすべての要素が要求され、滑降・スラロームに加えて登り坂や360度ターン（ヘリコバンク）、ジャンプ台などをクリアしなければならないという過酷なレースである。ちなみにテレマークレースの特徴として、ターン時には前足と後足との間に靴1足分以上の間隔を開けたテレマーク姿勢をとらなければならず、審判にそれより狭いと判断されるとペナルティとなってタイムが加算されてしまう。クラシックレースのジャンプ台で、着地が規定ラインを超えなかったり着地の時にテレマーク姿勢がとれなかった場合も同様である。
以前は板の最大幅を73mm以下とする規定があったが現在では撤廃され、カービング板やプラスチックブーツの普及もあって高速化が顕著である。
日本テレマークスキー協会公認以外の競技会も各地で行われており、海外ではFIS公認の世界選手権、ワールドカップも開催されている。